# Fuad I av Egypten
Fuad I av Egypten (arabiska: فؤاد الاول), född 26 mars 1868, död 28 april 1936, var kung av Egypten 1922-1936.
Son till khediven Ismail Pascha. Efter faderns avsättning 1879 sändes Fuad till Italien, där han fick sin uppfostran och tjänstgjorde i italienska armén. 1892 återvände han till Egypten och blev adjutant hos sin brorson Abbas Hilmi. Han ägnade sig ivrigt åt välgörande och allmännyttiga institutioner och blev president för det nya egyptiska universitetet. Sedan Abbas Hilmi 1914 avsatts och hans efterträdare, sultan Hussein Kamil, Fuads äldre bror avlidit 1917, blev han sultan. Sedan det brittiska protektoratet upphävts och Egypten förklarats självständigt proklamerades han 16 mars 1922 "konung av Egypten, suverän över Nubien, Sudan, Kordofan och Dar Fur".
Kung Fuad var gift två gånger, i hans andra äktenskap med Nazli Sabri från 1919 föddes bland annat sonen och efterträdaren Farouk I av Egypten och dottern Fawzia av Egypten, som åren 1939-1948 var gift med shah Mohammad Reza Pahlavi av Iran.

## Utmärkelser
- Storkors av Sankt Mauritius- och Lazarusorden (1911)
- Storkors av Frälsarens orden (1912)
- Stora riddarkorset av Bathorden (1917)
- Kommendör med stora korset med kedja av Vasaorden (1921)
- Storkors med kedja av Carol I:s orden (1921)
- Kedja av Krysantemumorden (1921)
- Storkors av Avizorden (1923)
- Stora riddarkorset av Nederländska Lejonorden (1925)
- Storkors med kedja av Solorden (1927)
- Royal Victorian Chain (RVC) (1927)
- Storkors av Hederslegionen (1927)
- Storkors av Leopoldsorden (1927)
- Storkors av Vita örnens orden (1932)
- Riddare av Serafimerorden (1933)
- Riddare av Chakriorden (1934)
- Riddare av Elefantorden (1935)
- Storkors av Finlands Vita Ros’ orden (1935)
- Storkedja av Kronorden (1935)